# Tomás Gutiérrez Alea
Tomás Gutiérrez Alea (ur. 11 grudnia 1928 w Hawanie, zm. 17 kwietnia 1996 tamże) – kubański reżyser i scenarzysta filmowy, autor studiów teoretycznych o filmie, także montażysta filmowy. Tworzył dramaty społeczne i polityczne oraz filmy dokumentalne.

## Życiorys
W latach 1943–1948 studiował muzykę, w 1946 roku rozpoczął – zgodnie z wolą rodziny – studia prawnicze na Uniwersytecie w Hawanie. Za kamerą stanął po raz pierwszy w 1947 roku, realizując dwa filmy krótkometrażowe. Karierę rozpoczął w 1948 roku od zabawnych krótkich filmów przygotowywanych na zlecenie Partii Socjalistycznej, a także zrealizowaniem filmu o Ruchach dla Pokoju.
W 1950 roku nawiązał współpracę z "Saetą" – gazetą studencką. Niedługo później został przewodniczącym Komitetu Wolności Wydziału Prawa i sekretarzem Komitetu Organizacyjnego III Międzynarodowego Festiwalu Młodzieży i Studentów w Berlinie. Dalej zajmował się też realizowaniem krótkich filmów humorystycznych (m.in. Codzienna Pomyłka według F. Kafki).
Studia prawnicze ukończył w roku 1951, jednak postanowił zostać reżyserem filmowym. Rozpoczął więc kolejne studia, reżyserskie – tym razem w Centro sperimentale di cinematografia w Rzymie. Ukończył je w 1953 roku. Jego filmem dyplomowym był II sogno di Giovanni Bassain.
Po zakończeniu edukacji powrócił na Kubę, gdzie szybko nawiązał współpracę z gazetą "Nuestro Tiempo". W roku 1955 współpracował z Julio Garcia Espinosą przy nakręceniu filmu o górnikach z Cienaga de Zapata.
Od 1956 roku reżyserował samodzielnie. Były to krótkometrażowe filmy dokumentalne oraz wywiady humorystyczne.
Ze wspomnianym J. Garcia Espinosą od 1959 roku tworzył sekcję kinematografii Dyrekcji Kultury Sił Buntowniczych. Na jej czele stał sam Fidel Castro. Wkrótce Alea zaczął realizować także filmy pełnometrażowe (m.in. Historie Rewolucji). Często reprezentował kinematografię kubańską za granicą. Był to nie tylko udział w festiwalach, lecz także prowadzenie wykładów o filmie kubańskim oraz teorii filmu w ogóle.
W 1985 roku wydano książkę Sylwii Oroz Tomás Gutiérrez Alea: Filmy, których nie nakręciłem, prezentującą sylwetkę twórcy. Wiele jego filmów zostało docenionych, zdobył też liczne nagrody na różnych festiwalach filmowych na Kubie i za granicą. Największy sukces odniósł filmem Truskawki i czekolada (1993), zrealizowanym wspólnie z Juanem Carlosem Tabío. Obraz zdobył Srebrnego Niedźwiedzia – Nagrodę Specjalną Jury oraz nagrodę publiczności dla najlepszego filmu o tematyce LGBT na 44. MFF w Berlinie. Był też pierwszym i jedynym jak dotąd kubańskim filmem nominowanym do Oscara dla najlepszego filmu nieanglojęzycznego.
Zmarł na raka w wieku 68 lat. Jego żoną była aktorka Mirta Ibarra.

## Filmografia (wybór)
- 1947 – La Caperucita roja
- 1959 – Esta tierra nuestra
- 1960 – Kuba w ogniu
- 1966 – Śmierć biurokraty
- 1968 – Wspomnienia
- 1976 – Ostatnia wieczerza
- 1979 – Los Sobrevivientes
- 1993 – Truskawki i czekolada
- 1995 – Guantanamera

## Wybrane nagrody i nominacje
- 1970 – Syrena Warszawska na Lubuskim Lecie Filmowym w kategorii Najlepszy film zagraniczny za Wspomnienia
- 1979 – nominacja do Złotej Palmy na MFF w Cannes za film Los Sobrevivientes
- 1994 – Nagroda Teddy publiczności na MFF w Berlinie w kategorii Najlepszy film pełnometrażowy poświęcony gejom i lesbijkom za Truskawki i czekoladę
- 1994 – Srebrny Niedźwiedź na MFF w Berlinie za Truskawki i czekoladę
- 1994 – nominacja do Złotego Niedźwiedzia na MFF w Berlinie za Truskawki i czekoladę
- 1995 – nominacja do Złotego Lwa na MFF w Wenecji za Guantanamera